# Ximo Clemente
Joaquim Clemente Nebot (La Alcudia, Valencia, 12 de julio de 1969), más conocido como Ximo Clemente, es un periodista español especializado en información económica y Comunidad Valenciana.

## Trayectoria profesional
Su carrera periodística comenzó en Antena 3 en 1992, como locutor y redactor de informativos, y continuó poco después en Catalunya Ràdio, como corresponsal en la Comunidad Valenciana.
No fue hasta el año 1995 cuando dio el salto al papel para despuntar en la sección de economía del diario El País, tanto en la edición de la Comunidad Valenciana como en la edición general del periódico del Grupo Prisa. Sin moverse del grupo empresarial (aunque colaboró brevemente con el diario El Mundo), acabaría desplazándose al económico Cinco Días.
Entrado el año 2011, pasó a formar parte de la plantilla del diario digital Valencia Plaza, un trabajo que compaginó con su presidencia al frente de la Unió de Periodistes Valencians, un cargo que ocupó desde el año 2009, tomando el relevo de la periodista Amparo Bou, vinculada entonces al mundo de la radio.
Durante estos años, Ximo Clemente afianzó su figura como periodista reconocido en la Comunidad Valenciana, una etapa marcada por la tensión entre la Unió y el gobierno, tanto autonómico como local, que entonces estaba en manos del Partido Popular (PPCV). La punta del iceberg fue la censura de la exposición fotográfica Fragments que alcanzó una repercusión nunca vista hasta la fecha, aunque la asociación de periodistas también fue beligerante en otras cuestiones, como el cierre de la radiotelevisión pública autonómica (RTVV).
Clemente ocupó el cargo de jefe de información de Valencia Plaza hasta 2015, año en el que pasó a ser delegado de El Confidencial en la Comunidad Valenciana. En junio de ese mismo año, y tras la elección de Ximo Puig (Partido Socialista del País Valenciano) como Presidente de la Generalidad Valenciana tras las Elecciones autonómicas de España de 2015, el periodista abandonó su perfil de redactor para convertirse en asesor de prensa de la Conselleria de Hacienda y Modelo Económico, puesto que ocupó durante apenas tres meses, hasta su nombramiento como director general de Relaciones Informativas y Promoción Institucional.
En junio de 2024 se incorporó  como jefe de prensa en el PSPV-PSOE en el equipo de la secretaria general Diana Morant 

## Premios
- Premio 25 de Abril del Bloc (2010). El Bloc concedió el Premio 25 de Abril a la Unió de Periodistes Valencians (presidida entonces por Ximo Clemente) por su 30 aniversario y por "la valentía que ha mostrado la entidad frente a la censura y persecución que ha sufrido".[5]
- Primer de Maig de la Unión General de Trabajadores (2012). Los 'Guardons Primer de Maig' se otorgan a quienes de forma individual o colectiva contribuyen a mejorar la sociedad a partir del compromiso con los valores democráticos, de justicia social y de solidaridad que inspiran la acción sindical de UGT. En 2012 se decidió que la Unió de Periodistes Valencians encarnaba esos valores, por lo que Ximo Clemente se encargó de recoger y agradecer el premio.

## Cargos desempeñados
| Predecesor: Amparo Bou      | Presidente de la Unió de Periodistes Valencians 2009–2013                       | Sucesor: Sergi Pitarch   |
| Predecesor: Maite Fernández | Director general de Relaciones Informativas y Promoción Institucional 2015–2016 | Sucesor: Marta Hortelano |